# Мияшево
Мияшево — деревня в Мензелинском районе Татарстана. Входит в состав Подгорно-Байларского сельского поселения.

## География
Находится в восточной части Татарстана на расстоянии приблизительно 7 км на запад по прямой от районного центра города Мензелинск.

## История
Основана в 1929 году.

## Население
Постоянных жителей было: в 1938—133, в 1949—135, в 1958—143, в 1970—144, в 1979—122, в 1989 — 77, в 2002 — 68 (татары 100 %), 62 в 2010.